# Reg Park
Reg Park (Leeds, 7 giugno 1928 – Johannesburg, 22 novembre 2007) è stato un culturista e attore inglese.

## Biografia
Reg cominciò ad allenarsi con i pesi fin da ragazzino. All'età di 21 anni riuscì a vincere il Mr. Britain, e successivamente vinse per ben tre volte anche il Mr. Universo, la seconda gara per importanza dopo l'Olympia. Durante gli anni sessanta, grazie alla sua forza e ai suoi muscoli, riscosse un buon successo anche come attore e apparve in film di genere mitologico di produzione italiana. Noto anche per essere stato mito ispiratore del giovane Arnold Schwarzenegger, di cui divenne anche maestro, negli anni successivi continuò a promuovere il suo grande amore per il culturismo. È morto il 22 novembre 2007 a causa di un melanoma.
Capace di compiere una distensione su panca sollevando fino a 226 kg, ideò il cosiddetto "allenamento 5x5".

## Filmografia
- Ercole alla conquista di Atlantide, regia di Vittorio Cottafavi (1961)
- Ercole al centro della Terra, regia di Mario Bava (1961)
- Maciste nelle miniere di re Salomone, regia di Piero Regnoli (1964)
- Ursus il terrore dei kirghisi, regia di Antonio Margheriti (1964)
- La sfida dei giganti, regia di Maurizio Lucidi (1966)

## Riconoscimenti
- 1949 - Mr. Britain
- 1951 - Mr. Universe
- 1958 - Pro Mr. Universe
- 1965 - Pro Mr. Universe

## Doppiatori italiani
- Ivo Garrani in Ercole alla conquista di Atlantide
- Emilio Cigoli in Ercole al centro della Terra
- Sergio Rossi in Maciste nelle miniere di re Salomone
- Sergio Graziani in Ursus il terrore dei kirghisi